# West Midlands (hrabství)
West Midlands je anglické metropolitní hrabství v středozápadní Anglii. Žije zde přibližně 2,94 milionu obyvatel, největší městem je Birmingham, další velká města jsou Wolverhampton a Coventry.

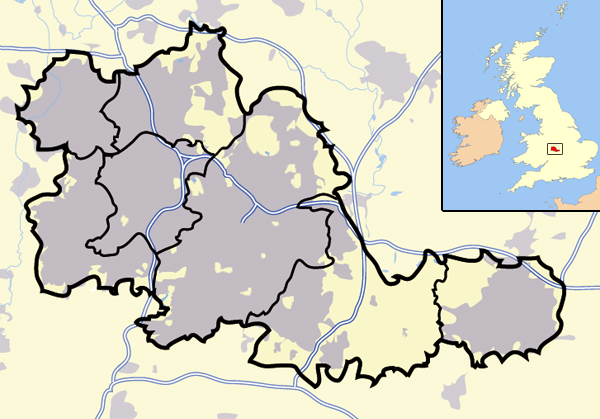
Mapka osídlení — šedivě je vyznačena městská zástavba, tenkou černou čarou hranice metropolitních distriktů a modrobíle dálnice

Celé hrabství má vysoký stupeň urbanizace a je do značné míry tvořeno právě městy. Pomineme-li Londýn, tak Birmingham s Wolverhamptonem, Black Country a Solihullem tvoří dohromady jedno z největších souměstí ve Spojeném království (vedle Velkého Manchesteru a konurbace v hrabství West Yorkshire). Jedinou větší částí, která si uchovává venkovský charakter, je severojižní 24 kilometrů široký zelený pás na jihovýchodě hrabství oddělující Coventry od birminghamského souměstí.

## Administrativní členění
Hrabství se skládá ze sedmi metropolitních distriktů:
1. City of Wolverhampton
2. Dudley
3. Walsall
4. Sandwell
5. City of Birmingham
6. Solihull
7. City of Coventry